# Pavonia cristaliana
Pavonia cristaliana är en malvaväxtart som beskrevs av Antonio Krapovickas. Pavonia cristaliana ingår i släktet påfågelsmalvor, och familjen malvaväxter. Inga underarter finns listade i Catalogue of Life.